# Coelioxys obtusa
Coelioxys obtusa là một loài Hymenoptera trong họ Megachilidae. Loài này được Pérez mô tả khoa học năm 1884.